# 高階亜理沙
高階 亜理沙（たかしな ありさ、1998年7月17日 - ）は、日本の女性フリーアナウンサー、タレント。

## 経歴
- 東京都出身。2022年3月に白百合女子大学文学部フランス文学科を卒業[1]。
- 大学在学中から放送界にて仕事を始め、2019年から2021年まで日本プロサッカーリーグ・川崎フロンターレ応援テレビ番組『ファイト!川崎フロンターレ』（tvk）の司会を務める[2]。
- 『TOKYOインフォメーション』（TOKYO MX）のリポーターを担当。
- 2022年2月26日より2023年12月10日まで『Jリーグタイム』（NHK BS1・NHK BS）の第6代キャスターとして出演していた[3][4]。

## 過去の出演番組
- FIFAワールドカップ2022（NHK、2022年） - スタジオ進行
  - デイリーハイライト（総合、11月26日）
  - デイリーハイライト（総合、11月27日）
  - グループF「クロアチア」対「カナダ」（総合・BS4K・プラス、11月27日 - 28日）
  - グループA「オランダ」対「カタール」（総合・BS4K・プラス、11月29日 - 30日）
  - デイリーハイライト（総合、12月3日）
  - デイリーハイライト（総合、12月4日）
  - デイリーハイライト（総合、12月10日）
  - 準々決勝「モロッコ」対「ポルトガル」（総合・BS4K・プラス、12月10日 - 11日）
  - デイリーハイライト（総合、12月11日）
  - デイリーハイライト（総合、12月18日）
- Jリーグタイム - キャスター（NHK BS1、2022年2月26日 - 2023年11月26日 / NHK BS、2023年12月3日・10日）